# Mistrovství světa v jízdě na skibobech 2009
XXXI. ročník Mistrovství světa v jízdě na skibobech 2009 se konalo v polském středisku  Ustroň od 25. února do 28. února 2009. Na programu šampionátu byl závod v super G, obřím slalomu, slalomu a kombinaci a to v kategorii mužů a žen.

## Medailové pořadí zemí
| Pořadí | Země           | Zlato | Stříbro | Bronz | Celkově |
| ------ | -------------- | ----- | ------- | ----- | ------- |
| 1.     | Rakousko (AUT) | 4     | 4       | 5     | 13      |
| 2.     | Česko (CZE)    | 4     | 4       | 3     | 11      |
|        | Celkem         | 8     | 8       | 8     | 24      |

## Medailisté

### Muži
| Disciplína  | Zlato                    | Stříbro                   | Bronz                             |
| ----------- | ------------------------ | ------------------------- | --------------------------------- |
| super G     | David Krejčí Česko (CZE) | Pavel Čiháček Česko (CZE) | Gerfried Seeber Rakousko (AUT)    |
| obří slalom | David Krejčí Česko (CZE) | Pavel Čiháček Česko (CZE) | Christian Ablinger Rakousko (AUT) |
| slalom      | David Krejčí Česko (CZE) | Aleš Houser Česko (CZE)   | Aleš Housa Česko (CZE)            |
| kombinace   | David Krejčí Česko (CZE) | Aleš Housa Česko (CZE)    | Pavel Čiháček Česko (CZE)         |

### Ženy
| Disciplína  | Zlato                                | Stříbro                              | Bronz                               |
| ----------- | ------------------------------------ | ------------------------------------ | ----------------------------------- |
| super G     | Kerstin Mayrhoferová Rakousko (AUT)  | Petra Mörtenhuemerová Rakousko (AUT) | Iris Lienhardová Rakousko (AUT)     |
| obří slalom | Iris Lienhardová Rakousko (AUT)      | Petra Mörtenhuemerová Rakousko (AUT) | Kerstin Mayrhoferová Rakousko (AUT) |
| slalom      | Petra Mörtenhuemerová Rakousko (AUT) | Iris Lienhardová Rakousko (AUT)      | Alena Housová Česko (CZE)           |
| kombinace   | Iris Lienhardová Rakousko (AUT)      | Petra Mörtenhuemerová Rakousko (AUT) | Kerstin Mayrhoferová Rakousko (AUT) |

## Muži

### Super G
| P.               | SČ. | Sportovec          | Stát      | Čas     | Ztráta |
| ---------------- | --- | ------------------ | --------- | ------- | ------ |
| Zlatá medaile    | 24  | David Krejčí       | Česko     | 1:06,19 | –      |
| Stříbrná medaile | 25  | Pavel Čiháček      | Česko     | 1:08,23 | +2,04  |
| Bronzová medaile | 17  | Gerfried Seeber    | Rakousko  | 1:08,86 | +2,67  |
| 4.               | 19  | Gerhard Hauer      | Rakousko  | 1:09,04 | +2,85  |
| 5.               | 27  | Aleš Housa         | Česko     | 1:09,07 | +2,88  |
| 6.               | 29  | Aleš Houser        | Česko     | 1:09,39 | +3,20  |
| 7.               | 21  | Jakub Fedorko      | Česko     | 1:09,62 | +3,43  |
| 8.               | 30  | Christian Ablinger | Rakousko  | 1:09,64 | +3,45  |
| 9.               | 26  | Björn Walter       | Švýcarsko | 1:09,67 | +3,48  |
| 10.              | 18  | Ondřej Pavlíček    | Česko     | 1:09,85 | +3,66  |
| 11.              | 20  | Paul Probst        | Rakousko  | 1:10,01 | +3,82  |
| 12.              | 23  | Martin Gutjahr     | Rakousko  | 1:10,25 | +4,06  |
| 13.              | 28  | Martin Gastl       | Rakousko  | 1:11,00 | +4,81  |
| 14.              | 16  | Štěpán Hlaváč      | Česko     | 1:11,40 | +5,21  |
| 15.              | 31  | Zbigniew Czapla    | Polsko    | 1:11,95 | +5,76  |
| 16.              | 22  | Jakob Jocham       | Německo   | 1:12,57 | +6,38  |
| 17.              | 33  | Lukasz Czerch      | Polsko    | 1:13,90 | +7,71  |
| 18.              | 32  | Dawid Sliwka       | Polsko    | 1:19,69 | +13,50 |

### Obří slalom
| P.               | SČ. | Sportovec          | Stát      | Čas     | Ztráta |
| ---------------- | --- | ------------------ | --------- | ------- | ------ |
| Zlatá medaile    | 26  | David Krejčí       | Česko     | 1:19,30 | –      |
| Stříbrná medaile | 21  | Pavel Čiháček      | Česko     | 1:19,49 | +0,19  |
| Bronzová medaile | 18  | Christian Ablinger | Rakousko  | 1:20,44 | +1,14  |
| 4.               | 23  | Martin Gastl       | Rakousko  | 1:20,67 | +1,37  |
| 5.               | 19  | Štěpán Hlaváč      | Česko     | 1:20,77 | +1,47  |
| 6.               | 24  | Jakub Fedorko      | Česko     | 1:21,09 | +1,79  |
| 7.               | 27  | Aleš Housa         | Česko     | 1:21,11 | +1,81  |
| 8.               | 29  | Gerhard Hauer      | Rakousko  | 1:21,12 | +1,82  |
| 9.               | 20  | Paul Probst        | Rakousko  | 1:21,22 | +1,92  |
| 10.              | 25  | Gerfried Seeber    | Rakousko  | 1:21,65 | +2,35  |
| 11.              | 30  | Martin Gutjahr     | Rakousko  | 1:22,28 | +2,98  |
| 12.              | 22  | Ondřej Pavlíček    | Česko     | 1:23,40 | +4,10  |
| 13.              | 31  | Zbigniew Czapla    | Polsko    | 1:23,93 | +4,63  |
| 14.              | 33  | Lukasz Czerch      | Polsko    | 1:25,43 | +6,13  |
| 15.              | 16  | Aleš Houser        | Česko     | 1:29,91 | +10,61 |
| 16.              | 28  | Jakob Jocham       | Německo   | 1:30,53 | +11,23 |
|                  | 17  | Björn Walter       | Švýcarsko | DNF     |        |
|                  | 32  | Dawid Sliwka       | Polsko    | DNS     |        |

### Slalom
| P.               | SČ. | Sportovec          | Stát      | 1. kolo | 2. kolo | Celkový čas | Ztráta |
| ---------------- | --- | ------------------ | --------- | ------- | ------- | ----------- | ------ |
| Zlatá medaile    | 16  | David Krejčí       | Česko     | 0:39,24 | 0:37,25 | 1:16,49     | –      |
| Stříbrná medaile | 27  | Aleš Houser        | Česko     | 0:40,34 | 0:36,87 | 1:17,21     | +0,72  |
| Bronzová medaile | 17  | Aleš Housa         | Česko     | 0:41,69 | 0:37,21 | 1:18,90     | +2,41  |
| 4.               | 20  | Štěpán Hlaváč      | Česko     | 0:40,52 | 0:38,66 | 1:19,18     | +2,69  |
| 5.               | 22  | Gerfried Seeber    | Rakousko  | 0:40,99 | 0:38,66 | 1:19,65     | +3,16  |
| 6.               | 24  | Christian Ablinger | Rakousko  | 0:42,12 | 0:37,80 | 1:19,92     | +3,43  |
| 7.               | 26  | Gerhard Hauer      | Rakousko  | 0:42,42 | 0:37,56 | 1:19,98     | +3,49  |
| 8.               | 21  | Martin Gutjahr     | Rakousko  | 0:41,97 | 0:38,53 | 1:20,50     | +4,01  |
| 9.               | 19  | Björn Walter       | Švýcarsko | 0:42,23 | 0:38,41 | 1:20,64     | +4,15  |
| 10.              | 28  | Ondřej Pavlíček    | Česko     | 0:42,76 | 0:38,62 | 1:21,38     | +4,89  |
| 11.              | 29  | Pavel Čiháček      | Česko     | 0:44,42 | 0:37,71 | 1:22,13     | +5,64  |
| 12.              | 30  | Martin Gastl       | Rakousko  | 0:43,72 | 0:38,86 | 1:22,58     | +6,09  |
| 13.              | 18  | Jakub Fedorko      | Česko     | 0:42,81 | 0:40,13 | 1:22,94     | +6,45  |
| 14.              | 33  | Lukasz Czerch      | Polsko    | 0:44,51 | 0:38,70 | 1:23,21     | +6,72  |
| 15.              | 31  | Zbigniew Czapla    | Polsko    | 0:45,54 | 0:40,42 | 1:25,96     | +9,47  |
| 16.              | 25  | Jakob Jocham       | Německo   | 0:49,97 | 0:40,08 | 1:30,05     | +13,56 |
| 17.              | 32  | Dawid Sliwka       | Polsko    | 0:50,88 | 0:42,10 | 1:32,98     | +16,49 |
|                  | 23  | Paul Probst        | Rakousko  | DNF     |         |             |        |

### Kombinace
| P.               | Sportovec          | Stát     | Super G | Obří slalom | Slalom  | Celkem  |
| ---------------- | ------------------ | -------- | ------- | ----------- | ------- | ------- |
| Zlatá medaile    | David Krejčí       | Česko    | 1:06,19 | 1:19,30     | 1:16,49 | 3:41,98 |
| Stříbrná medaile | Aleš Housa         | Česko    | 1:09,07 | 1:21,11     | 1:18,90 | 3:49,08 |
| Bronzová medaile | Pavel Čiháček      | Česko    | 1:08,23 | 1:19,49     | 1:22,13 | 3:49,85 |
| 4.               | Christian Ablinger | Rakousko | 1:09,64 | 1:20,44     | 1:19,92 | 3:50,00 |
| 5.               | Gerhard Hauer      | Rakousko | 1:09,04 | 1:21,12     | 1:19,98 | 3:50,14 |
| 6.               | Gerfried Seeber    | Rakousko | 1:08,86 | 1:21,65     | 1:19,65 | 3:50,16 |
| 7.               | Štěpán Hlaváč      | Česko    | 1:11,40 | 1:20,77     | 1:19,18 | 3:51,35 |
| 8.               | Martin Gutjahr     | Rakousko | 1:10,25 | 1:22,28     | 1:20,50 | 3:53,03 |
| 9.               | Jakub Fedorko      | Česko    | 1:09,62 | 1:21,09     | 1:22,94 | 3:53,65 |
| 10.              | Martin Gastl       | Rakousko | 1:11,00 | 1:20,67     | 1:22,58 | 3:54,25 |
| 11.              | Ondřej Pavlíček    | Česko    | 1:09,85 | 1:23,40     | 1:21,38 | 3:54,63 |
| 12.              | Aleš Houser        | Česko    | 1:09,39 | 1:21,91     | 1:17,21 | 3:56,51 |
| 13.              | Zbigniew Czapla    | Polsko   | 1:11,95 | 1:23,93     | 1:25,96 | 4:01,84 |
| 14.              | Lukasz Czerch      | Polsko   | 1:13,90 | 1:25,43     | 1:23,21 | 4:02,54 |
| 15.              | Jakob Jocham       | Německo  | 1:12,57 | 1:30,53     | 1:30,05 | 4:13,15 |

## Ženy

### Super G
| P.               | SČ. | Sportovec               | Stát     | Čas     | Ztráta |
| ---------------- | --- | ----------------------- | -------- | ------- | ------ |
| Zlatá medaile    | 1   | Kerstin Mayrhoferová    | Rakousko | 1:11.17 | –      |
| Stříbrná medaile | 7   | Petra Mörtenhuemerová   | Rakousko | 1:11,41 | +0,24  |
| Bronzová medaile | 5   | Iris Lienhardová        | Rakousko | 1:11,53 | +0,36  |
| 4.               | 8   | Alena Housová           | Česko    | 1:12,25 | +1,08  |
| 5.               | 6   | Klára Hofmanová         | Česko    | 1:12,64 | +1,47  |
| 6.               | 3   | Lisa Zaffová            | Rakousko | 1:12,84 | +1,67  |
| 7.               | 2   | Kerstin Mörtenhuemerová | Rakousko | 1:13,02 | +1,85  |
| 8.               | 4   | Aneta Havlíčková        | Česko    | 1:14,90 | +3,73  |
| 9.               | 10  | Monika Lehmpfuhlová     | Německo  | 1:18,04 | +6,87  |
| 10.              | 11  | Wioletta Pachulová      | Polsko   | 1:18,09 | +6,92  |
| 11.              | 12  | Natalie Mirochová       | Polsko   | 1:19,47 | +8,30  |
| 12.              | 14  | Agata Holomeková        | Polsko   | 1:19,90 | +8,73  |
|                  | 9   | Monika Maliková         | Polsko   | DNS     |        |
|                  | 13  | Karolina Podraská       | Česko    | DNS     |        |
|                  | 15  | Sylwia Kawiková         | Polsko   | DNS     |        |

### Obří slalom
| P.               | SČ. | Sportovec               | Stát     | Čas     | Ztráta |
| ---------------- | --- | ----------------------- | -------- | ------- | ------ |
| Zlatá medaile    | 4   | Iris Lienhardová        | Rakousko | 1:22,25 | –      |
| Stříbrná medaile | 6   | Petra Mörtenhuemerová   | Rakousko | 1:22,71 | +0,46  |
| Bronzová medaile | 2   | Kerstin Mayrhoferová    | Rakousko | 1:23,64 | +1,39  |
| 4.               | 8   | Alena Housová           | Česko    | 1:25,03 | +2,78  |
| 5.               | 1   | Lisa Zaffová            | Rakousko | 1:25,22 | +2,97  |
| 6.               | 5   | Kerstin Mörtenhuemerová | Rakousko | 1:25,94 | +3,69  |
| 7.               | 7   | Aneta Havlíčková        | Česko    | 1:28,05 | +5,80  |
| 8.               | 3   | Klára Hofmanová         | Česko    | 1:28,36 | +6,11  |
| 9.               | 11  | Wioletta Pachulová      | Polsko   | 1:29,41 | +7,16  |
| 10.              | 10  | Monika Lehmpfuhlová     | Německo  | 1:30,03 | +7,78  |
| 11.              | 14  | Natalie Mirochová       | Polsko   | 1:34,79 | +12,54 |
| 12.              | 13  | Karolína Podraská       | Česko    | 1:35,33 | +13,08 |
| 13.              | 15  | Agata Holomeková        | Polsko   | 1:57,25 | +35,00 |
|                  | 9   | Monika Maliková         | Polsko   | DNS     |        |
|                  | 12  | Sylwia Kawiková         | Polsko   | DNS     |        |

### Slalom
| P.               | SČ. | Sportovec               | Stát     | 1. kolo | 2. kolo | Celkový čas | Ztráta |
| ---------------- | --- | ----------------------- | -------- | ------- | ------- | ----------- | ------ |
| Zlatá medaile    | 6   | Petra Mörtenhuemerová   | Rakousko | 0:41,80 | 0:38,09 | 1:19,89     | –      |
| Stříbrná medaile | 8   | Iris Lienhardová        | Rakousko | 0:41,78 | 0:38,26 | 1:20,04     | +0,15  |
| Bronzová medaile | 5   | Alena Housová           | Česko    | 0:40,86 | 0:39,91 | 1:20,77     | +0,88  |
| 4.               | 1   | Klára Hofmanová         | Česko    | 0:41,88 | 0:39,51 | 1:21,39     | +1,50  |
| 5.               | 2   | Kerstin Mörtenhuemerová | Rakousko | 0:42,63 | 0:39,36 | 1:21,99     | +2,10  |
| 6.               | 7   | Kerstin Mayrhoferová    | Rakousko | 0:42,45 | 0:39,60 | 1:22,05     | +2,16  |
| 7.               | 13  | Karolína Podraská       | Česko    | 0:43,07 | 0:39,59 | 1:22,66     | +2,77  |
| 8.               | 11  | Wioletta Pachulová      | Polsko   | 0:44,69 | 0:40,96 | 1:25,65     | +5,76  |
| 9.               | 9   | Monika Maliková         | Polsko   | 0:44,71 | 0:41,45 | 1:26,16     | +6,27  |
| 10.              | 14  | Natálie Mirochová       | Polsko   | 0:47,84 | 0:43,56 | 1:31,40     | +11,51 |
| 11.              | 10  | Monika Lehmpfuhlová     | Německo  | 0:48,00 | 0:44,34 | 1:32,34     | +12,45 |
| 12.              | 15  | Agata Holomeková        | Polsko   | 0:47,81 | 0:44,58 | 1:32,39     | +12,50 |
| 13.              | 4   | Lisa Zaffová            | Rakousko | 0:54,03 | 0:40,70 | 1:34,73     | +14,84 |
|                  | 3   | Aneta Havlíčková        | Česko    |         | DSQ     |             |        |
|                  | 12  | Sylwia Kawiková         | Polsko   | DNS     |         |             |        |

### Kombinace
| P.               | Sportovec               | Stát     | Super G | Obří slalom | Slalom  | Celkem  |
| ---------------- | ----------------------- | -------- | ------- | ----------- | ------- | ------- |
| Zlatá medaile    | Iris Lienhardová        | Rakousko | 1:11,53 | 1:22,25     | 1:20,04 | 3:53,82 |
| Stříbrná medaile | Petra Mörtenhuemerová   | Rakousko | 1:11,41 | 1:22,71     | 1:19,89 | 3:54,01 |
| Bronzová medaile | Kerstin Mayrhoferová    | Rakousko | 1:11,17 | 1:23,64     | 1:22,05 | 3:56,86 |
| 4.               | Alena Housová           | Česko    | 1:12,25 | 1:25,03     | 1:20,77 | 3:58,05 |
| 5.               | Kerstin Mörtenhuemerová | Rakousko | 1:13,02 | 1:25,94     | 1:21,99 | 4:00,95 |
| 6.               | Klára Hofmanová         | Česko    | 1:12,64 | 1:28,36     | 1:21,39 | 4:02,39 |
| 7.               | Lisa Zaffová            | Rakousko | 1:12,84 | 1:25,22     | 1:34,73 | 4:12,79 |
| 8.               | Wioletta Pachulová      | Polsko   | 1:18,09 | 1:29,41     | 1:25,65 | 4:13,15 |
| 9.               | Monika Lehmpfuhlová     | Německo  | 1:18,04 | 1:30,03     | 1:32,34 | 4:20,41 |
| 10.              | Natalie Mirochová       | Polsko   | 1:19,47 | 1:34,79     | 1:31,40 | 4:25,66 |
| 11.              | Agata Holomeková        | Polsko   | 1:19,90 | 1:57,25     | 1:32,39 | 4:49,54 |